# IC 4458
IC 4458 је тројна звијезда у сазвјежђу Кентаур која се налази на листи објеката дубоког неба у Индекс каталогу.
Деклинација објекта је - 39° 28' 25" а ректасцензија 14h 38m 5,0s.